# Gaston de Murols

Gaston de Murols
(nicht zeitgenössisches Gemälde)

Großmeisterwappen von Gaston de Murols

Gaston de Murols oder Caste de Murols (auch Casse, Gaston, Gastus oder Castus; † 1172) war von 1170 bis zu seinem Tod der sechste Großmeister des Johanniterordens.
Er entstammte einer Adelsfamilie aus Murols in der Auvergne, und war Schatzmeister des Ordens, als er 1170 anstelle des abgesetzten Gilbert de Aissailly zum Großmeister gewählt wurde. Seine Wahl wurde nur von einem Teil der Ordensritter anerkannt. Die Dissidenten schlossen sich der Autorität eines gewissen Rostang an. Diese Spaltung war nur von kurzer Dauer, da Gaston de Murols bereits 1172 starb.